# Ex Deo
Az Ex Deo kanadai, szimfonikus death metal együttes, amely 2008-ban alakult meg Montrealban, a Kataklysm mellék-projektjeként.

## Története
A zenekart Maurizio Iacano, a Kataklysm frontembere alapította. Első nagylemezüket 2009-ben adták ki. Szövegeik csak a Római Birodalomról szólnak. 2014-ben feloszlottak, de egy évvel később, 2015-ben újjáalakultak. Lemezeiket a Nuclear Blast illetve Napalm Records kiadók jelentetik meg. Maurizio Iacano továbbá kijelentette, hogy az Ex Deo kevésbé aktív, mint a Kataklysm.

## Tagok
- Maurizio Iacano - ének
- Stéphane Barbe - gitár
- Jean-François Dagenais - ritmusgitár
- Dano Apekian - basszusgitár
- Oli Beaudoin - dobok

Korábbi tagok:
- François Mongrain - basszusgitár (2009)
- Max Duhamel - dobok

## Diszkográfia
- Romulus (stúdióalbum, 2009)
- Caligvla (stúdióalbum, 2012)
- The Immortal Wars (stúdióalbum, 2017)